# Israelitische Kultusgemeinde München und Oberbayern

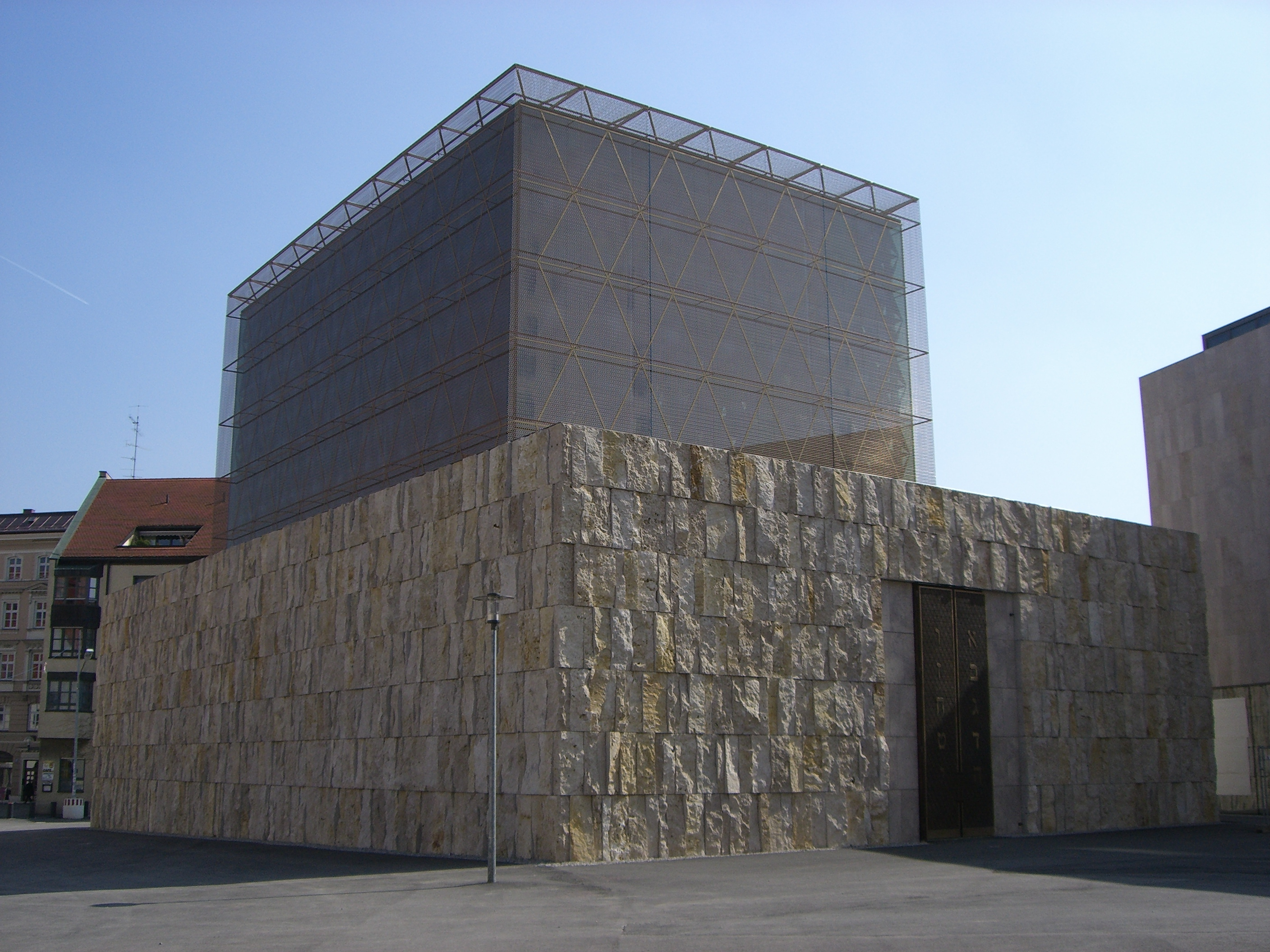
Die neue Hauptsynagoge (Ohel-Jakob-Synagoge) am St.-Jakobs-Platz in München; rechts im Hintergrund das Jüdische Museum

Die Israelitische Kultusgemeinde München und Oberbayern (IKG) ist mit 9148 (Stand 2024) Mitgliedern die zweitgrößte jüdische Gemeinde Deutschlands in der Rechtsform einer Körperschaft des Öffentlichen Rechts. Sie bildet wie die Gemeinden Köln, Frankfurt, Hamburg und Berlin einen eigenständigen Landesverband innerhalb des Zentralrats der Juden in Deutschland und ist einer der beiden Landesverbände in Bayern.
Baulich ist das Jüdische Zentrum München in der Münchner Altstadt das Herzstück der Gemeinde.

## Aufbau und Gemeindeleben
Die Israelitische Kultusgemeinde verfügt über eine umfassende religiöse und administrative Infrastruktur, die ihren Mitgliedern die Ausübung der Religion und den Erhalt der jüdischen Tradition ermöglicht. Dazu gehören in der Stadt drei Synagogen, eine koschere Metzgerei, ein koscheres Restaurant, zwei Mikwot (rituelle Tauchbäder), ein Seniorenheim, ein Kindergarten, eine Grundschule mit Hort, ein Gymnasium, ein Jugend- und Kulturzentrum mit jüdischer Volkshochschule und Bibliothek sowie eine Sozialabteilung, eine Integrationsabteilung für Neuzuwanderer aus den Staaten der ehemaligen Sowjetunion und zwei Friedhöfe – den Alten und Neuen Israelitischen Friedhof.
Als Einheitsgemeinde umfasst die Israelitische Kultusgemeinde jüdische Mitglieder aller religiöser Ausrichtungen und wird gemäß dem jüdischen Religionsgesetz, der Halacha, geführt.

## Organe
Der Vorstand wird auf vier Jahre gewählt und besteht aus 15 Personen, aus deren Mitte ein Präsident und zwei Vizepräsidenten gewählt werden. Der Präsident führt die Geschäfte und vertritt die Gemeinde nach außen. Das Präsidium besteht aus dem Präsidenten und den beiden Vizepräsidenten. Es hat die Beschlüsse des Vorstandes zu verwirklichen.

### Vorstand und Präsidium
Bei den Wahlen am 2. und 5. Dezember 2021 wurden folgende Personen in den Vorstand gewählt:
- Charlotte Knobloch
- Grischa Judanin
- Aaron Buck
- Eugen Alter
- Slava Satanovsky
- Peter Guttmann
- Yehoshua Chmiel
- Guy Fränkel
- Judith Epstein
- Cilly Kalmanowicz
- Daniel T. Salzer
- Vera Szackamer
- Ariel Kligman
- Rena Spiegelstein
- Anita Kaminski

Bei seiner konstituierenden Sitzung am Abend des 9. Dezember 2021 wählten die Mitglieder des Vorstands aus ihrer Mitte das Präsidium:
- Präsidentin: Charlotte Knobloch
- Vizepräsidenten: Yehoshua Chmiel und Peter Guttmann

### Rabbinat
Aktuell beschäftigt die Gemeinde mehrere Rabbiner, die sämtlich Mitglieder der Orthodoxen Rabbinerkonferenz Deutschlands sind. Amtierender Gemeinderabbiner ist seit 2016 Shmuel Aharon Brodman.

## Geschichte der IKG München und der jüdischen Gemeinden in Oberbayern

### Geschichte jüdischen Lebens in München

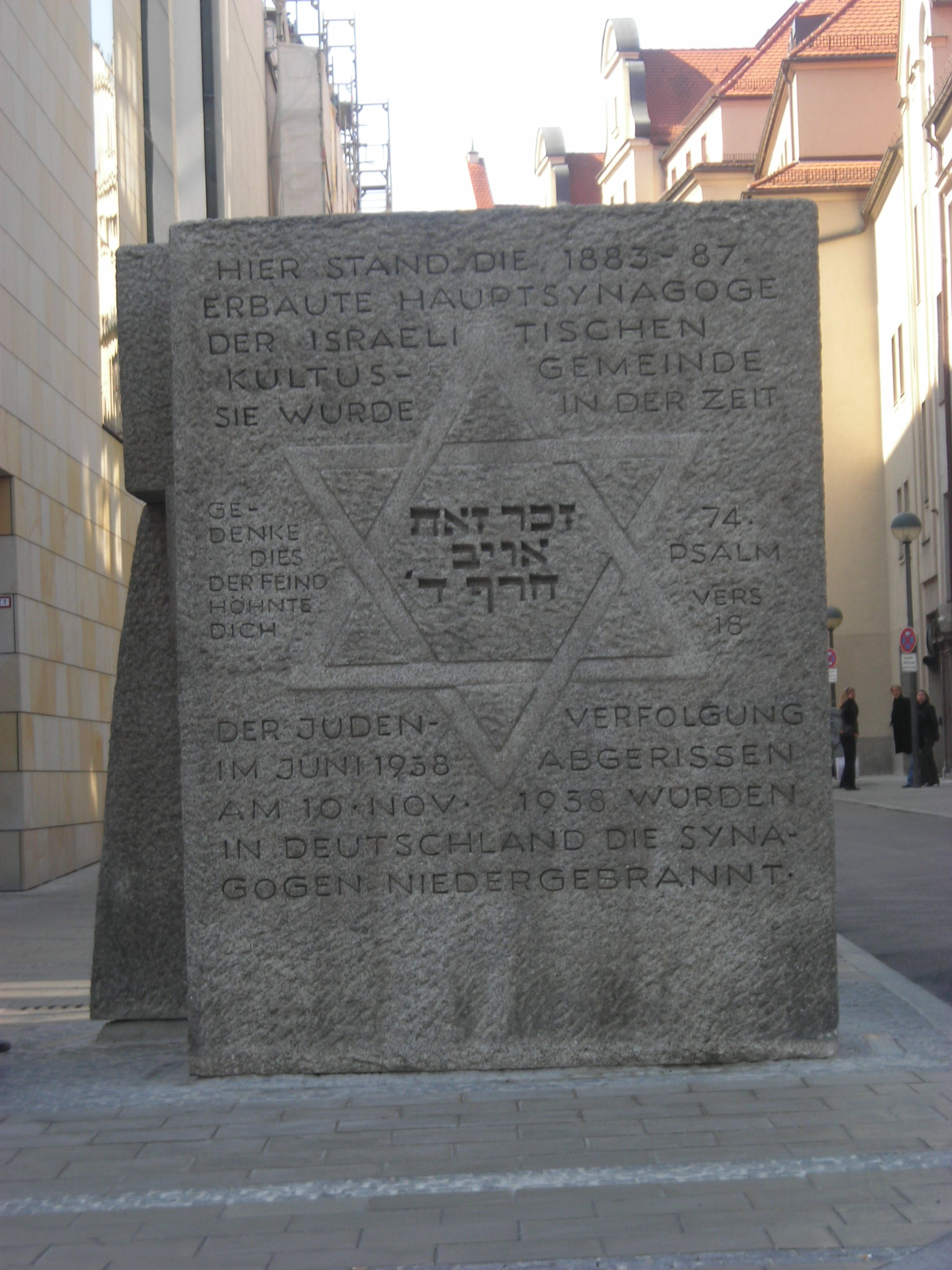
Gedenkstein für die Alte Hauptsynagoge München in der Herzog-Max-Straße

#### Die Anfänge
Trotz unklarer Quellenlage sind sich Historiker einig, dass sich Juden schon kurz nach der Stadtgründung Münchens im Jahre 1158 ansiedelten. 1229 wurde „Abraham der Municher“ als erster Münchner Jude namentlich genannt. 1381 wird erstmals eine Synagoge in München erwähnt. Im Mittelalter wechselten sich Pogrome gegen Juden mit Wachstumsphasen der jüdischen Gemeinde ab. 1442 wurden alle Juden aus München und Oberbayern vertrieben.
Erst im 18. Jahrhundert siedelten sich wieder Juden in München an. Maximilian I. Joseph sorgte erstmals für die Rechtssicherheit von Juden, so dass für die jüdische Gemeinschaft in Bayern ein geregeltes Leben auf der Basis von bestimmten Vorschriften möglich war. 1815 wurde die „Israelitische Kultusgemeinde München“ gegründet, 1816 ein jüdischer Friedhof angelegt. 1824 wurde der Bau der Synagoge an der Westenriederstraße am damaligen Stadtrand begonnen. König Ludwig II. sorgte 1882 dafür, dass gegenüber der Maxburg ein Grundstück für den Neubau einer Hauptsynagoge zur Verfügung gestellt wurde. Fünf Jahre später konnte dann die neue Synagoge im Beisein vieler hochrangiger Gäste feierlich eingeweiht werden.
Von 1920 an war der Richter Alfred Neumeyer Vorsitzender der jüdischen Gemeinde.

#### Nationalsozialismus
Ab Januar 1933 begannen massive, staatlich verordnete Repressionsmaßnahmen durch die Nationalsozialisten, die 1935 zunächst in die Nürnberger Rassegesetze und schließlich in die systematische Vernichtung der europäischen Juden mündeten. München kam dabei als von der Parteiführung so bezeichneten „Hauptstadt der Bewegung“ eine Sonder- und Vorreiterrolle zu. Hatte die jüdische Gemeinde in München 1936 noch 9000 Mitglieder, war diese Zahl schon zwei Jahre später auf die Hälfte gesunken. Am 7. Juni 1938 gab Adolf Hitler persönlich den Befehl, die Münchner Hauptsynagoge zu beseitigen; das Gotteshaus wurde bis zum 9. Juni abgerissen. Am 9. November 1938 nahm die Reichspogromnacht mit einer Hetzrede von Joseph Goebbels ihren Anfang im Alten Rathaus in München. In der Herzog-Rudolf-Straße brannte die Synagoge „Ohel Jakob“ aus, die Synagoge an der Reichenbachstraße wurde geschändet, aufgrund der dichten Bebauung im Gärtnerplatzviertel aber nicht in Brand gesteckt. Die nicht emigrierten Münchener Juden wurden ab 1941 deportiert oder verübten, wie der Privatrechtler Karl Neumeyer und seine Frau am 17. Juli 1941, Suizid.
Bei den ersten Deportationen in Vernichtungslager verfügten das Reichssicherheitshauptamt und die Gestapoleitstelle in München, dass die Israelitische Kultusgemeinde sich am Auswahlverfahren beteiligt. Diese Kooperationspflicht brachte den Arzt Julius Spanier, Werner Stahl und Julius Hechinger von der Kultusgemeinde in Schwierigkeiten. Sie hatten als Grundlage für ihre Entscheidung die „Reichskartei der Juden und jüdischen Mischlinge“ vorliegen. Als auch sie selbst deportiert waren, übernahm Theodor Koronczyk die aufgezwungene Rolle. Er wurde vom Gestapo-Mann Gerhard Grimm immer wieder mit KZ bedroht. Am 30. November 1942 schrieb der Rabbiner Bruno Finkelscherer aus dem Internierungslager Berg am Laim, dass es keine Kultusgemeinde mehr gäbe.

#### Nach dem Zweiten Weltkrieg
Nach dem Zweiten Weltkrieg kehrte jüdisches Leben nach München zurück. Am 15. Juli 1945 wurde die Israelitische Kultusgemeinde München und Oberbayern (IKG) neu gegründet, und am 20. Mai 1947 konnte die wiederhergestellte Synagoge in der Reichenbachstraße 27 eingeweiht werden. München war in diesen Jahren Anlaufstation für unzählige, auch jüdische „Displaced Persons“ aus ganz Europa, von denen jedoch die meisten schließlich nach Israel, in die USA oder in andere Länder auswanderten.
Am 13. Februar 1970 wurde ein Brandanschlag auf das Altenheim der Israelitischen Kultusgemeinde in München verübt, bei dem sieben Bewohner umkamen. Trotz verschiedener Theorien zu den Urhebern ist die Täterschaft bis heute nicht geklärt. Die Ermittlungen wurden vom Generalbundesanwalt „mangels weiterer erfolgversprechender Ermittlungsansätze“ am 23. November 2017 eingestellt.
Im November 2006 wurde die neue Hauptsynagoge am St.-Jakobs-Platz eingeweiht. Im gleichzeitig errichteten Gemeindezentrum konnte die IKG im März 2007 alle ihre Einrichtungen zusammenführen, die vorher jahrzehntelang über die gesamte Stadt verstreut gewesen waren. Darüber hinaus entstand hier das Jüdische Museum München in städtischer Trägerschaft.

### Geschichtsdaten jüdischer Gemeinden in Oberbayern
Jüdische Gemeinden in Oberbayern gab es in historischer Zeit außer in München auch in Altötting, Bad Tölz, Dachau, Eichstätt, Erding, Freising, Garmisch, Ingolstadt, Landsberg am Lech, Neuburg, Pfaffenhofen, Rosenheim, Starnberg, Traunstein und Weilheim.
| Jüdische Gemeinden in Oberbayern              | Zeit                            | Anmerkung |
| --------------------------------------------- | ------------------------------- | --- |
| Jüdische Kultusgemeinde Beilngries            | 1634–1648                       | Im 19./20. Jahrhundert: gehörte zur jüdischen Gemeinde von Eichstätt |
| Jüdische Kultusgemeinde Burghausen            | Mittelalter                     | Im 19./20. Jahrhundert: gehörte zur jüdischen Gemeinde Altötting |
| Jüdische Kultusgemeinde Diessen/Ammersee      | Mittelalter                     | Im 19./20. Jahrhundert: gehörte zur jüdischen Gemeinde von Landsberg am Lech |
| Jüdische Kultusgemeinde Dorfen                | Mittelalter                     | Im 19./20. Jahrhundert: gehörte zur jüdischen Gemeinde von Erding |
| „Israelitische Betgesellschaft“ Eichstätt     | Seit dem Mittelalter bis 1945   | Eigenständige Jüdische Gemeinde Von 1945 bis 1948/50: Jüdische Gemeinde von Displaced Persons, d. h. Überlebende der Shoa und der KZ-Lager und jüdische Flüchtlinge.                                          |
| Jüdische Kultusgemeinde Erding                | Seit dem Mittelalter bis 1945   | Eigenständige jüdische Gemeinde Von 1945 bis 1948/50: Jüdische Gemeinde von Displaced Persons, d. h. Überlebende der Shoa und der KZ-Lager und jüdische Flüchtlinge.                                          |
| Jüdische Kultusgemeinde Feldafing             | Mittelalter                     | Im 19./20. Jahrhundert: gehörte zur jüdischen Gemeinde von Starnberg Von 1945 bis 1948/50: Jüdische Gemeinde von Displaced Persons, d. h. Überlebende der Shoa und der KZ-Lager und jüdische Flüchtlinge.     |
| Jüdische Kultusgemeinde Föhrenwald            | Mittelalter                     | Im 19./20. Jahrhundert: gehörte zur jüdischen Gemeinde von Starnberg Von 1945 bis 1948/50: Jüdische Gemeinde von Displaced Persons, d. h. Überlebende der Shoa und der KZ-Lager und jüdische Flüchtlinge.     |
| Jüdische Kultusgemeinde Gauting               | Mittelalter                     | Im 19./20. Jahrhundert: gehörte zur jüdischen Gemeinde von Starnberg Von 1945 bis 1948/50: Jüdische Gemeinde von Displaced Persons, d. h. Überlebende der Shoa und der KZ-Lager und jüdische Flüchtlinge.     |
| Jüdische Kultusgemeinde Geisenfeld            | Mittelalter                     | Im 19./20. Jahrhundert: gehörte zur jüdischen Gemeinde von Pfaffenhofen Von 1945 bis 1948/50: Jüdische Gemeinde von Displaced Persons, d. h. Überlebende der Shoa und der KZ-Lager und jüdische Flüchtlinge.  |
| Jüdische Kultusgemeinde Geretsried            | Mittelalter                     | Im 19./20. Jahrhundert: gehörte zur jüdischen Gemeinde von Bad Tölz Von 1945 bis 1948/50: Jüdische Gemeinde von Displaced Persons, d. h. Überlebende der Shoa und der KZ-Lager und jüdische Flüchtlinge.      |
| Jüdische Kultusgemeinde Greifenberg           | Mittelalter                     | Im 19./20. Jahrhundert: gehörte zur jüdischen Gemeinde Landsberg am Lech Von 1945 bis 1948/50: Jüdische Gemeinde von Displaced Persons, d. h. Überlebende der Shoa und der KZ-Lager und jüdische Flüchtlinge. |
| Jüdische Kultusgemeinde Ingolstadt            | Seit dem Mittelalter bis 1945   | Eigenständige jüdische Gemeinde Von 1945 bis 1948/50: Jüdische Gemeinde von Displaced Persons, d. h. Überlebende der Shoa und der KZ-Lager und jüdische Flüchtlinge.                                          |
| Jüdische Kultusgemeinde Königsdorf            | Mittelalter                     | Im 19./20. Jahrhundert: gehörte zur jüdischen Gemeinde Bad Tölz Von 1945 bis 1948/50: Jüdische Gemeinde von Displaced Persons, d. h. Überlebende der Shoa und der KZ-Lager und jüdische Flüchtlinge.          |
| Jüdische Kultusgemeinde Kraiburg am Inn       | Mittelalter                     | Im 19./20. Jahrhundert: gehörte zur jüdischen Gemeinde Mühldorf Von 1945 bis 1948/50: Jüdische Gemeinde von Displaced Persons, d. h. Überlebende der Shoa und der KZ-Lager und jüdische Flüchtlinge.          |
| Jüdische Kultusgemeinde Landsberg am Lech     | Seit dem Mittelalter bis 1945   | Eigenständige jüdische Gemeinde Von 1945 bis 1948/50: Jüdische Gemeinde von Displaced Persons, d. h. Überlebende der Shoa und der KZ-Lager und jüdische Flüchtlinge.                                          |
| Jüdische Kultusgemeinde Mittenwald            | Vom 15. bis zum 18. Jahrhundert | Im 19./20. Jahrhundert: gehörte zur jüdischen Gemeinde Garmisch Von 1945 bis 1948/50: Jüdische Gemeinde von Displaced Persons, d. h. Überlebende der Shoa und der KZ-Lager und jüdische Flüchtlinge.          |
| Jüdische Kultusgemeinde Mörnsheim             | Vom 15. bis zum 18. Jahrhundert | Im 19./20. Jahrhundert: gehörte zur jüdischen Gemeinde Eichstätt. |
| Jüdische Kultusgemeinde Neumarkt – Sankt Veit | Mittelalter                     | Im 19./20. Jahrhundert: gehörte zur jüdischen Gemeinde Mühldorf. |
| Jüdische Kultusgemeinde Neuötting             | Mittelalter                     | Im 19./20. Jahrhundert: gehörte zur jüdischen Gemeinde Altötting. |
| Jüdische Kultusgemeinde Pfaffenhofen a.d. Ilm | Mittelalter                     | Im 19./20. Jahrhundert: gehörte zur jüdischen Gemeinde Ingolstadt. |
| Jüdische Kultusgemeinde Rennertshofen         | Mittelalter                     | Im 19./20. Jahrhundert: gehörte zur jüdischen Gemeinde Neuburg. |
| Jüdische Kultusgemeinde St. Ottilien          | Mittelalter                     | Im 19./20. Jahrhundert: gehörte zur jüdischen Gemeinde Landsberg am Lech. |
| Jüdische Kultusgemeinde Vohburg a.d. Donau    | Mittelalter                     | Im 19./20. Jahrhundert: gehörte zur jüdischen Gemeinde Pfaffenhofen. |
| Jüdische Kultusgemeinde Wasserburg – Atteln   | Mittelalter                     | Im 19./20. Jahrhundert: gehörte zur Jüdischen Gemeinde Rosenheim. |
| Jüdische Kultusgemeinde Wasserburg – Gabersee | Mittelalter                     | Im 19./20. Jahrhundert: gehörte zur jüdischen Gemeinde Rosenheim. |
| Jüdische Kultusgemeinde Weilheim              | Seit dem Mittelalter bis 1945   | Eigenständige jüdische Gemeinde Von 1945 bis 1948/50: Jüdische Gemeinde von Displaced Persons, d. h. Überlebende der Shoa und der KZ-Lager und jüdische Flüchtlinge.                                          |